# Astvihád
Astvihád, avestánsky Astóvidótu „rozpouštějící kosti, kostilam, rozdělující tělo, odvazující život“, je zarathuštrický daéva-démon. Je zmiňován ve Vidévdátu 4.49 a 5.8-9 a také v Aogemadaéčá, krátkém pojednání o smrti obsaženém v Avestě. Podle druhého z textů ničí život ve spoluprací s bohem Vájuem. Démonická povaha Astóvidótua je důvodem proč styk s mrtvolou vede k rituálnímu znečištění. Podle středoperských textů jako je Bundahišn a Dátestán i déník je Astvihád totožný se Smrtí a Zlým Vájem, dědicem Vájua, a odnáší po smrti duši člověka. Taktéž je v nich zmiňováno že když se dotkne člověka uspí ho, když na něj nechá padnout svůj stín postihne jej horečka a když se něj podívá tak ten vypustí duši. Kromě toho byl poslán Ahrimanem aby chytil Gajómarta do své smyčky, což připomíná smyčku kterou je vybaven hinduistický bůh smrti Jama, a je jedním ze soudců na straně zla při soudu nad duší zemřelého.